# 浦項スティーラースの年度別成績一覧
浦項スティーラースの年度別成績一覧（ポハンスティーラースのねんどべつせいせきいちらん）では、浦項スティーラースの各年度ごとの成績を詳述する。

## 国際試合

### 公式戦（ACL他）
| 開催年 | 月日     | 大会名                     | 対戦相手               | 開催スタジアム                     | 結果  |
| ------ | -------- | -------------------------- | ---------------------- | ---------------------------------- | ----- |
| 2016年 | 02月09日 | ACL2016 プレーオフラウンド | ハノイT&T              | 浦項スティールヤード               | ○ 3-0 |
| 2016年 | 02月24日 | ACL2016 グループリーグ     | 広州恒大               | 天河体育中心体育場                 | △ 0-0 |
| 2016年 | 03月02日 | ACL2016 グループリーグ     | 浦和レッドダイヤモンズ | 浦項スティールヤード               | ○ 1-0 |
| 2016年 | 03月16日 | ACL2016 グループリーグ     | シドニーFC             | 浦項スティールヤード               | ● 0-1 |
| 2016年 | 04月05日 | ACL2016 グループリーグ     | シドニーFC             | シドニー・フットボール・スタジアム | ● 0-1 |
| 2016年 | 04月19日 | ACL2016 グループリーグ     | 広州恒大               | 浦項スティールヤード               | ● 0-2 |
| 2016年 | 05月03日 | ACL2016 グループリーグ     | 浦和レッドダイヤモンズ | 埼玉スタジアム2002                 | △ 1-1 |